# Сельское поселение Елшанка
Сельское поселение Елшанка — муниципальное образование в Сергиевском районе Самарской области.
Административный центр — село Елшанка.

## Административное устройство
В состав сельского поселения Елшанка входят:
- село Елшанка,
- село Большая Чесноковка,
- село Мордовская Селитьба,
- село Чекалино,
- поселок Отрада,
- поселок Чемеричный,
- деревня Большие Пичерки.